# ZSU-23-4
ZSU-23-4 Šilka, sovjetski samovozni protuzrakoplovni top. Napravljena na modificiranom podvozju tenka PT-76 (ASU-85), Šilka je naoružana s četiri topa 2A7 kalibra 23 mm i opremljen radarskim ciljničkim sustavom. Iako relativno malog kalibra, zbog gustoće paljbe od 550 do 650 granata u minuti po topu, Šilke su bile opasne za zrakoplove, ali i za ciljeve na zemlji.